# Братья Пилоты готовят на завтрак макарончики
«Братья Пилоты готовят на завтрак макарончики» — российский рисованный мультипликационный фильм о приключениях Шефа и Коллеги из сериала «Из личной жизни братьев Пилотов», снятый в 1996 году режиссёром Александром Татарским на студии «Пилот». Лауреат премии «Ника» в категории «лучший анимационный фильм».

## Сюжет
Действие происходит в Бердичеве летом 1950 года. Шеф и Коллега решают позавтракать. Для этого они начинают готовить макароны, по своему особому рецепту: Шеф фиксирует куб льда с рыбой внутри и строгает его рубанком, а Коллега ловит ледяную стружку кастрюлей. Затем он переводит стрелки на часах и ловит кукушку, затем берёт из её гнезда в часах яйца. Он разбивает яйца и оттуда появляются будильники. Коллеге удаётся прихлопнуть их мухобойкой, потом он перемешивает детали и делает яичницу, затем он кладёт её в кастрюлю со стружкой льда. Шеф просит Коллегу включить вентилятор. С помощью вентилятора он нарезает колбасу. В это время Коллега обтачивает яблоко напильником и бросает в кастрюлю. Потом он взбалтывает содержимое кастрюли с помощью кузнечика, Шеф делает из теста колобок и кладёт его на голову Коллеге. Затем он берёт дуршлаг и выдавливает из него макароны. Шеф запихивает в печь Коллегу с макаронами на голове. Спустя минуту Коллега кричит «Готово», и Шеф вытаскивает его. Затем он страстно состригает с головы Коллеги готовые макароны. Шеф совком подметает с пола макароны и кладёт их на тарелку. Затем просит Коллегу принести кактусовый ром (текилу). Коллега выламывает кран из умывальника и вставляет в кактус. Там он наливает в кружку кактусовый ром и даёт Шефу. Он добавляет в жидкость соль и выливает смесь в макароны. Чтобы проверить, что макароны безопасны для употребления, Шеф даёт тарелку Коту. Понюхав макароны, тот потерял сознание. Шеф понимает, что эти макароны есть не стоит, и приглашает Коллегу позавтракать в городскую столовую. Коллега не понимает, что макароны несъедобны, и спрашивает: «А макарончики?». Шеф не хочет расстраивать друга и отвечает ему: «А макарончики мы съедим, завтра» — и вместе с Коллегой уходит, оставив макароны в холодильнике. Мультфильм заканчивается тем, что из холодильника выбегает множество пингвинов из-за того, что макароны ужасно пахли.